# إيفا رينزي
إيفا رينزي (بالألمانية: Eva Renzi )‏ (و. 1944 – 2005 م) هي ممثلة مسرحية، وممثلة أفلام ألمانية، ولدت في برلين، توفيت في برلين، عن عمر يناهز 61 عاماً، بسبب سرطان الرئة.

## وصلات خارجية
- إيفا رينزي على موقع IMDb (الإنجليزية)
- إيفا رينزي على موقع مونزينجر (الألمانية)
- إيفا رينزي على موقع ألو سيني (الفرنسية)
- إيفا رينزي على موقع أول موفي (الإنجليزية)
- إيفا رينزي على موقع قاعدة بيانات الأفلام السويدية (السويدية)
- إيفا رينزي على موقع قاعدة بيانات الفيلم (الإنجليزية)
- إيفا رينزي على موقع كينوبويسك (الروسية)